# Quatre-Champs
Quatre-Champs est une commune française, située dans le département des Ardennes en région Grand Est.

## Géographie
|        | Bairon-et-ses-Environs | Belleville-et-Châtillon-sur-Bar |
| Vandy  | Quatre-Champs          | Noirval                         |
| Ballay | Toges                  | Belleville-et-Châtillon-sur-Bar |

### Hydrographie
La commune est traversée par la ligne de partage des eaux entre  les bassins hydrographiques Rhin-Meuse et Seine-Normandie. Elle est drainée par la Fournelle, le ruisseau de la Maiseneau, le ruisseau de la Maiseneau, le ruisseau de la Culee, le ruisseau de la Culée, le ruisseau de la Noue le Meunier, le ruisseau de la Pissotte, le ruisseau des Fontaines et le ruisseau de la Noue Lecolier,.
La Fournelle, d'une longueur de 15 km, prend sa source dans la commune de Belleville-et-Châtillon-sur-Bar et se jette  dans l'Aisne à Vouziers, après avoir traversé cinq communes.

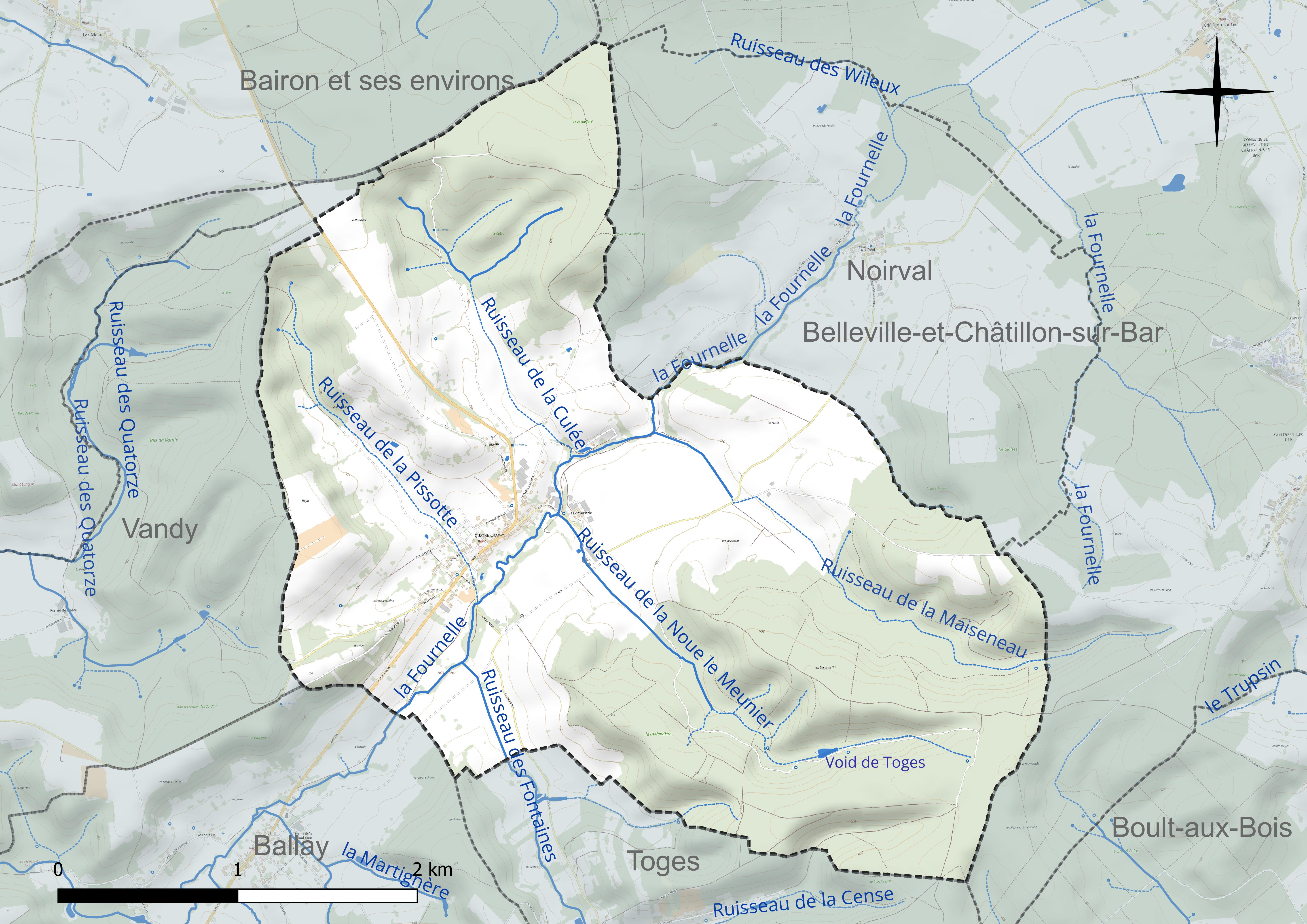
Réseau hydrographique de Quatre-Champs.

Un plan d'eau complète le réseau hydrographique : Void de Toges (0,3 ha),.

### Climat
Pour des articles plus généraux, voir Climat du Grand Est et Climat des Ardennes.
En 2010, le climat de la commune est de type climat de montagne, selon une étude du Centre national de la recherche scientifique s'appuyant sur une série de données couvrant la période 1971-2000. En 2020, Météo-France publie une typologie des climats de la France métropolitaine dans laquelle la commune est exposée à un climat océanique altéré et est dans la région climatique Nord-est du bassin Parisien, caractérisée par un ensoleillement médiocre, une pluviométrie moyenne régulièrement répartie au cours de l’année et un hiver froid (3 °C).
Pour la période 1971-2000, la température annuelle moyenne est de 10,1 °C, avec une amplitude thermique annuelle de 15,7 °C. Le cumul annuel moyen de précipitations est de 874 mm, avec 13,3 jours de précipitations en janvier et 9 jours en juillet. Pour la période 1991-2020, la température moyenne annuelle observée sur la station météorologique de Météo-France la plus proche, « Buzancy_sapc », sur la commune de Buzancy à 14 km à vol d'oiseau, est de 10,9 °C et le cumul annuel moyen de précipitations est de 862,0 mm. 
La température maximale relevée sur cette station est de 40,7 °C, atteinte le 25 juillet 2019 ; la température minimale est de −15,8 °C, atteinte le 20 décembre 2009,,.
Les paramètres climatiques de la commune ont été estimés pour le milieu du siècle (2041-2070) selon différents scénarios d'émission de gaz à effet de serre à partir des nouvelles projections climatiques de référence DRIAS-2020. Ils sont consultables sur un site dédié publié par Météo-France en novembre 2022.

## Urbanisme

### Typologie
Au 1er janvier 2024, Quatre-Champs est catégorisée commune rurale à habitat dispersé, selon la nouvelle grille communale de densité à 7 niveaux définie par l'Insee en 2022.
Elle est située hors unité urbaine. Par ailleurs la commune fait partie de l'aire d'attraction de Vouziers, dont elle est une commune de la couronne,. Cette aire, qui regroupe 45 communes, est catégorisée dans les aires de moins de 50 000 habitants,.

### Occupation des sols
L'occupation des sols de la commune, telle qu'elle ressort de la base de données européenne d’occupation biophysique des sols Corine Land Cover (CLC), est marquée par l'importance des forêts et milieux semi-naturels (53,5 % en 2018), une proportion identique à celle de 1990 (53,5 %). La répartition détaillée en 2018 est la suivante : 
forêts (53,5 %), prairies (24,8 %), terres arables (18 %), zones urbanisées (3,7 %). L'évolution de l’occupation des sols de la commune et de ses infrastructures peut être observée sur les différentes représentations cartographiques du territoire : la carte de Cassini (XVIIIe siècle), la carte d'état-major (1820-1866) et les cartes ou photos aériennes de l'IGN pour la période actuelle (1950 à aujourd'hui).

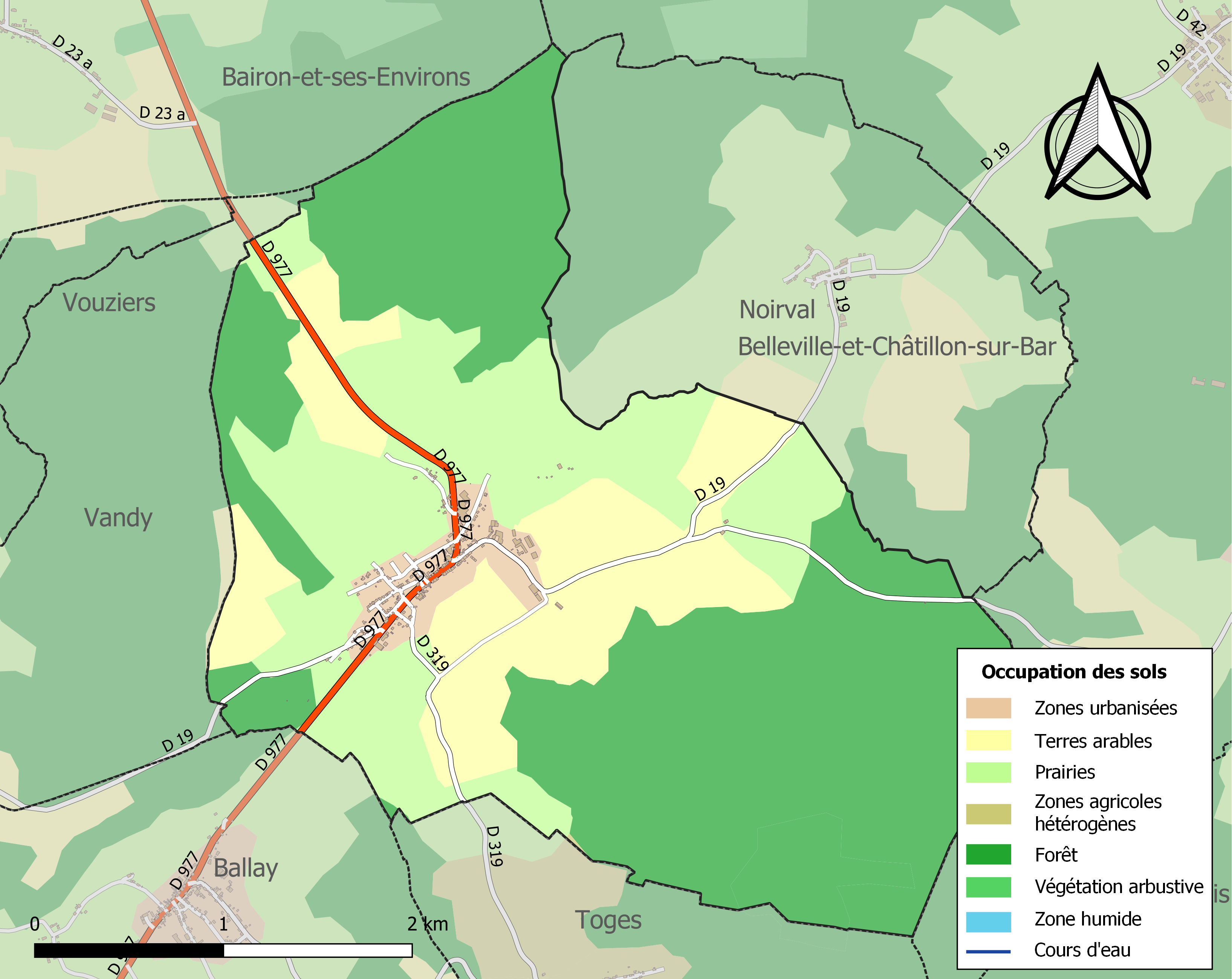
Carte des infrastructures et de l'occupation des sols de la commune en 2018 (CLC).

## Toponymie
Le nom de la localité est attesté sous la forme Quatuor Campi au XIe siècle.
De l'oïl numéral quatre et du pluriel de champ.

## Histoire
La paroisse de Quatre-Champs est ancienne, sa seigneurie appartenait à la famille de Sahuguet de Termes.

## Politique et administration
| Période                                  | Période                   | Identité                                      | Étiquette             | Qualité         |
| ---------------------------------------- | ------------------------- | --------------------------------------------- | --------------------- | --------------- |
| avant 1924                               | ?                         | Gaston Dupuy                                  | Républicain démocrate | Ouvrier charron |
| mars 2001                                | mars 2008                 | Gérard Dupuy                                  |                       |                 |
| mars 2008                                | En cours (au 25 mai 2020) | Tony Besancon, Réélu pour le mandat 2020-2026 |                       | Agriculteur     |
| Les données manquantes sont à compléter. |                           |                                               |                       |                 |

## Démographie
L'évolution du nombre d'habitants est connue à travers les recensements de la population effectués dans la commune depuis 1793. Pour les communes de moins de 10 000 habitants, une enquête de recensement portant sur toute la population est réalisée tous les cinq ans, les populations de référence des années intermédiaires étant quant à elles estimées par interpolation ou extrapolation. Pour la commune, le premier recensement exhaustif entrant dans le cadre du nouveau dispositif a été réalisé en 2004.

En 2022, la commune comptait 244 habitants, en évolution de +16,75 % par rapport à 2016 (Ardennes : −2,97 %, France hors Mayotte : +2,11 %).
| 1793 | 1800 | 1806 | 1821 | 1831 | 1836 | 1841 | 1846 | 1851 |
| ---- | ---- | ---- | ---- | ---- | ---- | ---- | ---- | ---- |
| 446  | 452  | 465  | 480  | 540  | 544  | 523  | 498  | 495  |

| 1866 | 1872 | 1876 | 1881 | 1886 | 1891 | 1896 | 1901 | 1906 |
| ---- | ---- | ---- | ---- | ---- | ---- | ---- | ---- | ---- |
| 470  | 422  | 410  | 402  | 365  | 346  | 361  | 328  | 348  |

| 1911 | 1921 | 1926 | 1931 | 1936 | 1946 | 1954 | 1962 | 1968 |
| ---- | ---- | ---- | ---- | ---- | ---- | ---- | ---- | ---- |
| 340  | 331  | 311  | 278  | 271  | 268  | 250  | 237  | 212  |

| 1975 | 1982 | 1990 | 1999 | 2004 | 2006 | 2009 | 2014 | 2019 |
| ---- | ---- | ---- | ---- | ---- | ---- | ---- | ---- | ---- |
| 156  | 170  | 187  | 189  | 188  | 198  | 192  | 200  | 237  |

| 2022 | - | - | - | - | - | - | - | - |
| ---- | - | - | - | - | - | - | - | - |
| 244  | - | - | - | - | - | - | - | - |

## Lieux et monuments
- Église Saint-Martin de Quatre-Champs, édifice typique des Ardennes et nouvellement restaurée.[réf. nécessaire]

## Décorations françaises
Croix de guerre 1914-1918 : 1er mars 1921.

## Personnalités liées à la commune
- Narcisse Blanpain (1839-1902), imprimeur-éditeur et homme de lettres, est né à Quatre-Champs.
- Adolphe-Louis Leroy (1847-1928), professeur d'histoire et de géographie au lycée Janson-de-Sailly à Paris et auteur de plusieurs ouvrages, est né à Quatre-Champs[24].